# 川滇雪兔子
川滇雪兔子（学名：Saussurea georgei）为菊科风毛菊属的植物，是中国的特有植物。分布在中国大陆的云南等地，目前尚未由人工引种栽培。